# Герб Фафе
Ге́рб Фа́фе — офіційний символ міста Фафе, Португалія. Використовується як територіальний герб. У срібному щиті червоне водяне колесо у річці з трьох синіх хвилястих смуг, що перетинають підніжжя щита. У главі розташоване золоте сонце в синьому диску. Праворуч нього пучок з трьох золотих качанів кукурудзи, обернених до низу, із зеленим листям; ліворуч — пурпурове виноградне гроно із зеленим листям. Щит увінчує срібна мурована міська корона з п'ятьма вежами.  Під щитом біла стрічка, на якій великими літерами напис португальською: «cidade de Fafe» (місто Фафе).  Офіційно затверджений 23 січня 1987 року. Створений на основі попереднього містечкового герба, ухваленого 14 червня 1940 року. 

## Галерея

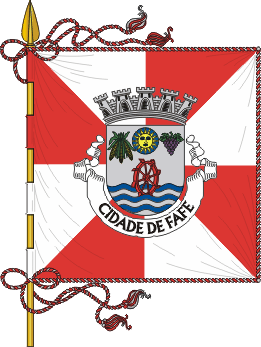
Прапор
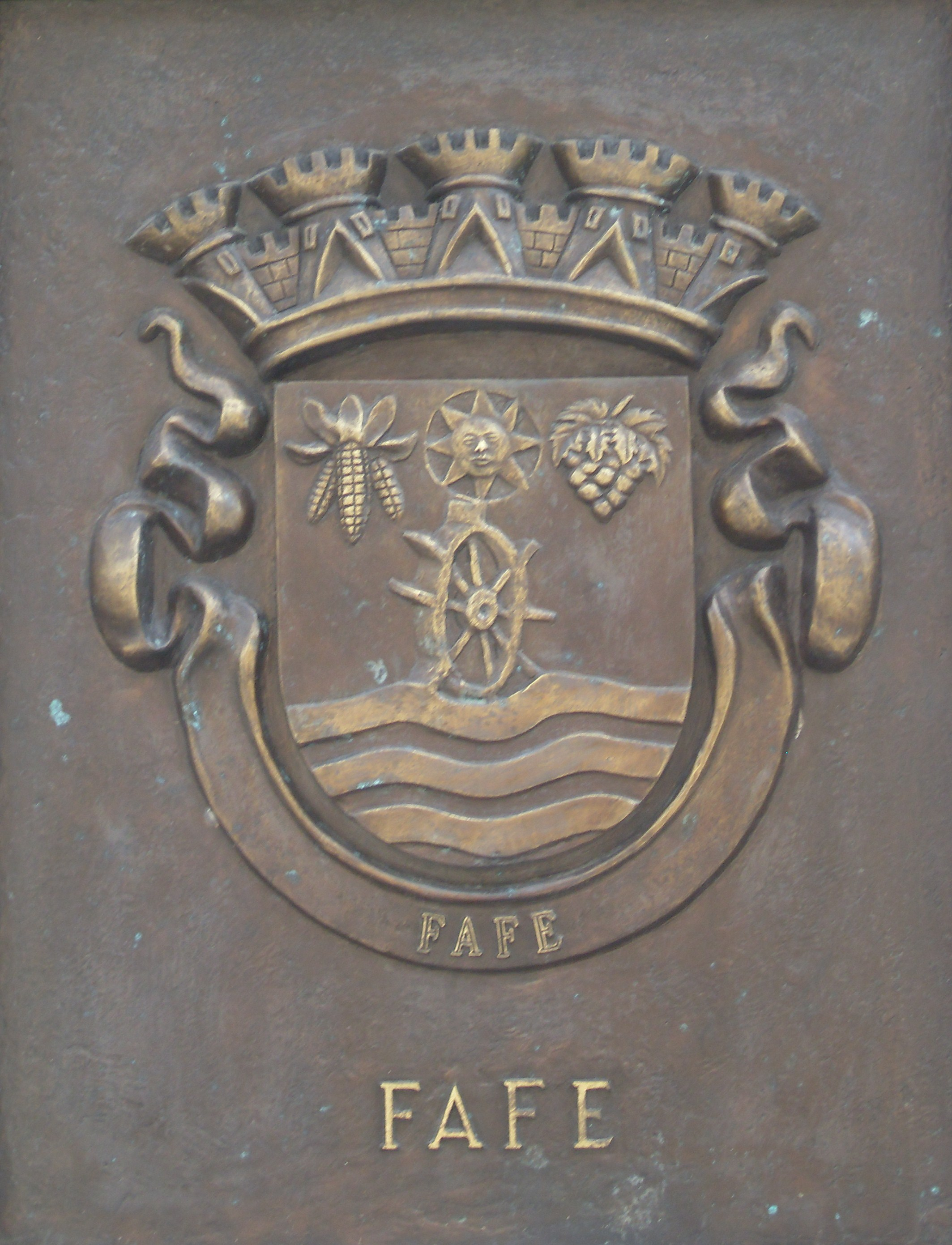
Герб (2001)